# Floorpointe
Il floorpointe è un particolare tipo di stretching praticato per lo più dalle ballerine di danza classica (ma anche da atlete di ginnastica artistica e ritmica) per migliorare la curvatura e la flessibilità del collo del piede.
Soprattutto per le ballerine di danza classica si tratta infatti di un esercizio funzionale al perfezionamento della nota posizione sulle punte.

## Esecuzione
Il termine di origine anglosassone è composto da due parole: floor (pavimento) e pointe (punta). Consiste infatti nel mantenere la gamba in posizione tesa e dritta lungo il pavimento e nel flettere il collo del piede e le dita fino a che queste ultime toccano il pavimento. Da questo il termine pavimento-punta.
Tale posizione per essere eseguita con successo richiede una grande articolazione della caviglia, una curvatura pronunciata del collo del piede e una notevole capacità di flessione delle dita del piede.  Maggiormente arcuato è il collo del piede della ballerina classica e migliore risulterà la posizione en pointe.